# All-American Truck Company

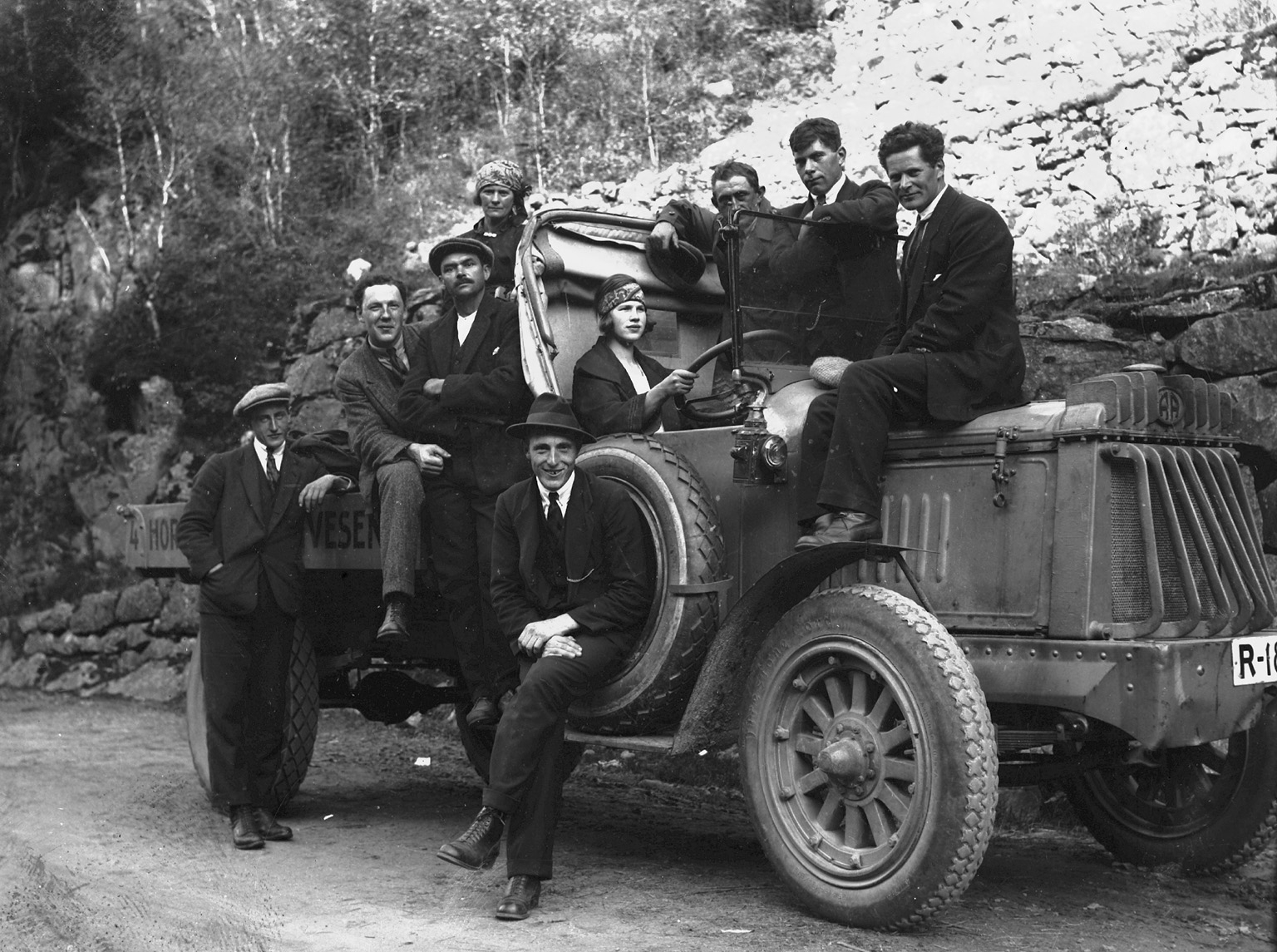
Ein AA-Truck im Norwegen (um 1920)

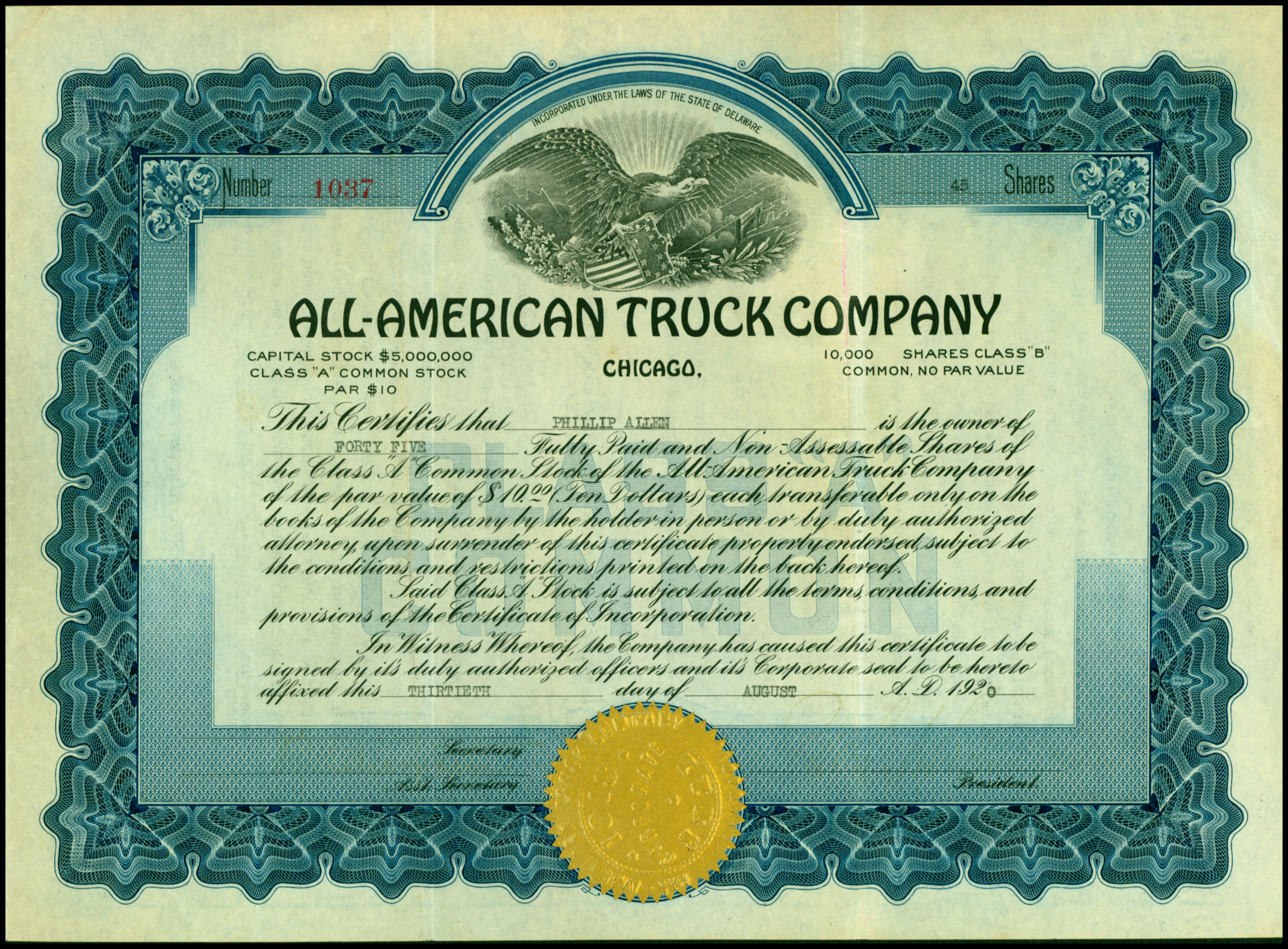
Aktie der All-American Truck Company vom 13. August 1920

Die All-American Truck Company mit Sitz in Chicago im US-Bundesstaat Illinois baute von 1918 bis 1922 kleine Last- und Lieferwagen mit Vierzylindermotor und Kardanantrieb. 1922 wurde der Betrieb nach Fremont im US-Bundesstaat Ohio verlegt und firmierte noch bis 1923 unter dem Namen Fremont Motors Corp.